# 212977 Birutė
212977 Birutė è un asteroide della fascia principale. Scoperto nel 2009, presenta un'orbita caratterizzata da un semiasse maggiore pari a 2,266935 UA e da un'eccentricità di 0,142292, inclinata di 5,981781° rispetto all'eclittica. Ha un diametro di 1,483 km.
L'asteroide è dedicato all'omonima granduchessa consorte di Lituania.